# 汗尤尼斯
汗尤尼斯，又译汉尤尼斯，是加沙地带南部的一个城市，亦是汗尤尼斯省的省會。汗尤尼斯位于地中海以东4公里处，属于半干旱气候，該地夏季最高温度为30摄氏度，冬季最高温度为10摄氏度，年降水量约为260毫米。
根据巴勒斯坦中央统计局的数据，2007年汗尤尼斯的人口为142,637，2010年为202,000，2012年为350,000，2017年为205,125。以色列—哈馬斯戰爭爆發後，以色列要求加沙地帶北部的人轉移至南部，結果導致汗尤尼斯的人口一度突破上百萬。

## 历史

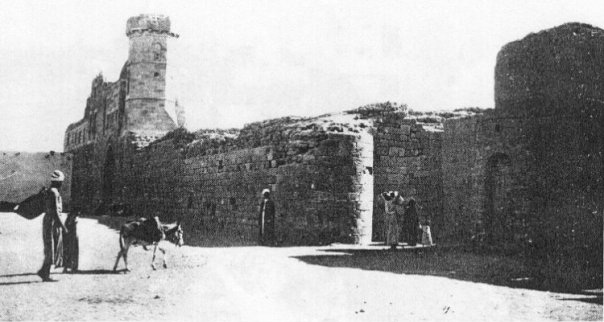
1930年代汗尤尼斯古驿站南部

### 远古时期
古希臘历史学家希罗多德记载了一座名为“Ιηνυσος”（Ienysos，音译“艾尼索斯”）的城市，位于塞尔博尼斯湖（Lake Serbonis，今巴尔达韦尔湖）与卡迪提斯（Kadytis，即今加沙市）之间。他提到波斯军队南下埃及时曾经过此地，并描述了卡迪提斯与艾尼索斯沿海地区被当地阿拉伯部落（贝都因人）所居住。由于名称在语音上的相似性以及地理位置的大体对应，一些学者将此地与现代的汗尤尼斯联系起来。
另有学者提出，艾尼索斯可能位于更内陆的“马因·阿布·西塔古址”（Khirbet Ma'in Abu Sitta，1949年被迫迁村，靠近现今以色列尼尔奥兹基布茲附近），或可能对应埃及城镇阿里什，但尚无确凿证据支持这些认定。
在汗尤尼斯发现的古代遗物中，有一块石楣出土于谢赫·哈马达墓中，上面刻有希腊语铭文，内容意为：“希拉里翁—感谢圣乔治”。该石楣曾收藏于耶路撒冷法国圣母博物馆（Musée de Notre Dame de France），现已下落不明。

### 馬木留克蘇丹國时期
在14世纪之前，汗尤尼斯是一个名为“Salqah”的村庄。 为了保护途经此地的商队、朝圣者和旅客，馬木留克蘇丹國埃米爾优努斯·安-努鲁齐（Yūnus an-Nūrūzī）于1387–88年在此修建了一座大型驿站，今称巴尔库克城堡（Barquq Castle）。 围绕驿站逐渐形成的城镇便以他命名为“汗尤尼斯”。1389年，优努斯在战斗中阵亡。
优努斯·本·阿卜杜拉·安-努鲁齐·阿德达瓦达尔（Yunus ibn Abdallah an-Nuruzi ad-Dawadar）曾任馬木留克苏丹巴爾庫克的执行秘书（dawadar），是馬木留克王朝的高级官员之一。该镇很快成为重要的贸易中心，每周四的集市吸引了周边地区的众多商贾。
该驿站还作为“巴里德”（barid，即馬木留克时期巴勒斯坦和叙利亚的邮政网络）驿递信使的歇脚点。

### 奥斯曼帝国时期
1516年底，汗尤尼斯发生一场小规模战役，埃及境内的馬木留克军队在此被奥斯曼帝国的錫南帕夏率领的军队击败。随后，奥斯曼苏丹塞利姆一世抵达该地区，并带领奥斯曼军队横穿西奈半岛征服埃及。 在17至18世纪间，奥斯曼当局从开罗城堡抽调阿萨佩斯（Azeb/Asappes）卫戍部队驻守汗尤尼斯要塞。
1799年，皮埃尔·雅科坦（Pierre Jacotin）在其地图上将该村标记为“Kan Jounes”。 1838年，罗宾逊将“Khan Yunas”记为属加沙区的一个穆斯林村庄。 1863年，法国探险家维克多·盖兰（Victor Guérin）到访汗尤尼斯，记载该地约有一千名居民，周边种植了大量果树，尤以杏树为多。
在奥斯曼时期，“阿拉伯·瓦希达特（ʿArab al-Wahidat）”貝都因人部落也是汗尤尼斯的居民之一。
19世纪末，奥斯曼当局在汗尤尼斯设立市政委员会，管理地方事务，汗尤尼斯此时已成为加沙区继加沙市之后的第二大城镇。

### 1967年及其后续

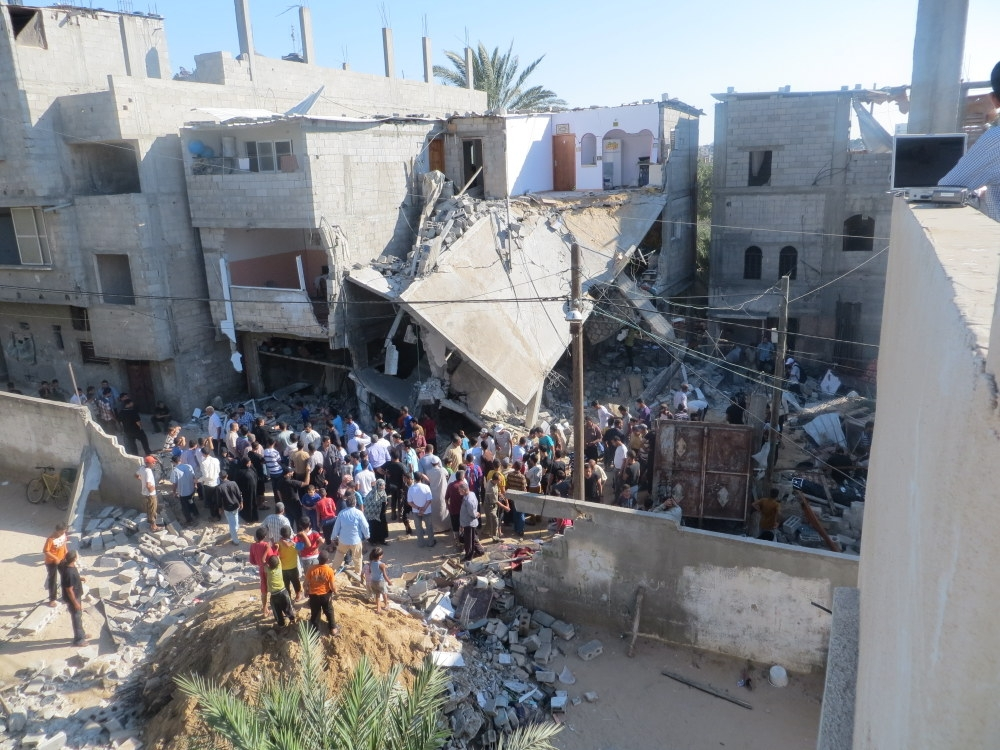
2014年轰炸后卡瓦雷（Kaware）家族的住宅，详见Kaware家族之家

1967年，在六日战争期间，以色列再次占领汗尤尼斯。
根据1993–1995年签署的奧斯陸協議，汗尤尼斯及加沙地带大部（不包括以色列定居点和军事区）移交给巴勒斯坦权力机构管辖。
2001年8月和2002年10月，汗尤尼斯遭遇以色列军用直升机袭击，造成数名平民死亡，上百人受伤，多处民用建筑被毁。
2005年以色列撤离加沙后，巴勒斯坦权力机构实际控制了整个加沙地带。然而，2007年加沙之战结束后，哈马斯夺取了对加沙地带的控制，并在该地区建立了自己的政府。

### 以色列–加沙战争
在持续进行的以色列–加沙战争中，以色列对汗尤尼斯及加沙地带其他城市实施轰炸，作为对哈马斯的攻势行动的一部分。以色列空军对该市的大部分地区进行了大规模轰炸，包括哈马德城公寓楼群。
当地消息来源报道称，汗尤尼斯因以色列轰炸造成大量平民伤亡，巴勒斯坦通讯社瓦法社截至12月3日将伤亡人数至少定格在“70人”。
2023年10月，以色列攻击导致卡拉拉文化博物館（阿拉伯语：متحف القرارة الثقافي）在一次爆炸中被毁，这次攻势据报还波及周边的民宅和清真寺。
以色列装甲部队自2023年12月开始进入该市郊区，发起汗尤尼斯围城战。经过数月激烈交火，2024年4月，以色列军方宣布已从汗尤尼斯及加沙南部大部分地区撤离。
以色列未能彻底剿灭汗尤尼斯境内的哈马斯武装，随即在2024年7月底发动第二次汗尤尼斯战役，但亦以撤军告终。
2024年8月，以色列军队再次发起对汗尤尼斯的第三次进攻，并于月底再次撤出。
在2025年达成的停火协议生效后，哈马斯武装在汗尤尼斯街头举行了阅兵式。

## 经济
汗尤尼斯是加沙地带继加沙市之后的第二大城市。它是该地区南部的主要市场中心，并且每周举办一次贝都因人的souk（露天市场），主要涉及本地商品。 截至2012年，汗尤尼斯在巴勒斯坦领土中拥有最高的失业率。

## 教育
- University College of Science and Technology[37]
- 聖城公開大學

## 著名人物
Mohammed Shabir（1946–2023），前加沙伊斯兰大学校长
叶海亚·辛瓦尔（1962–2024），巴勒斯坦武装分子及政治人物，2024年8月至10月担任哈马斯政治局主席

## 国际关系

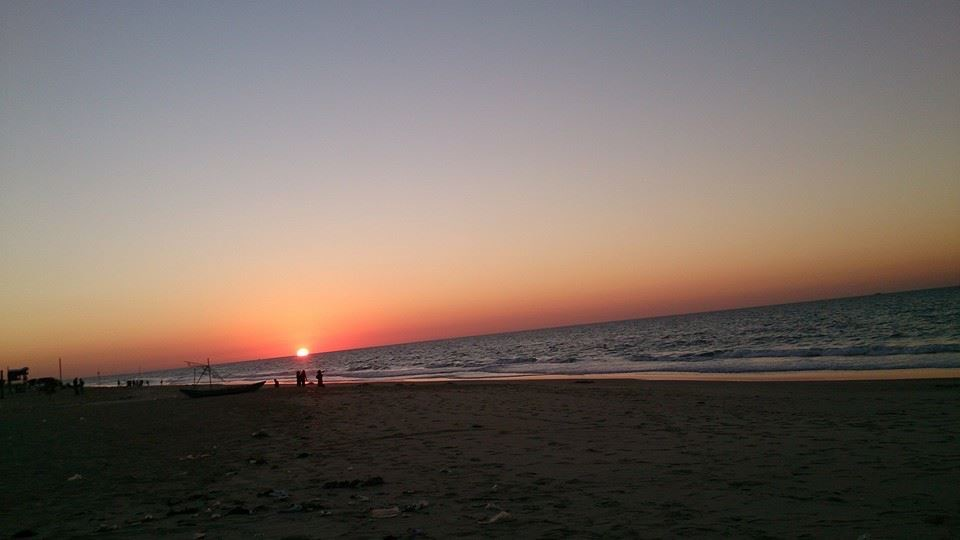
汗尤尼斯海滩

### 姊妹城市
汗尤尼斯与下列城市互为姊妹城市：
 挪威哈马尔
 西班牙阿尔穆涅卡尔
 法国埃夫里
 意大利比謝列
 意大利阿尔卡莫